# Мухадрам
Арабское слово мухадрам (араб. مخضرم‎), мн. ч. мухадрамун (مخضرمون‎), происходящее от корня хадрама, означает «быть смешанным в родословной». В мусульманском богословии этот термин относится к человеку, который жил как в доисламскую эпоху (джахилия), так и в эпоху ислама, стал мусульманином, когда пророк Мухаммад был жив или после его смерти, но не смог увидеть его верующим. Согласно этому определению, мухадрам — это человек, личность которого достоверно неизвестна, но поскольку он жил во времена пророка Мухаммада, он должен был быть среди сподвижников (асхабов), но он не был зачислен категорию в сподвижников, потому что не встречался с Пророком. Хотя его можно считать «последователем [сподвижников]» (табиином), потому что он встречался со сподвижниками, но так как он жил во времена Мухаммада, он считался отличным от табиинов, родившихся после его смерти, и по этой причине хадисоведы (мухаддисы) относили их к отдельному поколению ранних мусульман (саляфов).

## Определение
Общей чертой определений термина мухадрам, является то, что этот человек принял ислам и жил как в джахилие, так и в исламский период. Одним из самых спорных вопросов является конец джахилии и начало исламского периода. Согласно одной точке зрения, джахилия закончилась в 610 году, когда пророку Мухаммаду пришло первое откровение, и с этой даты начался исламский период. Согласно другой точке зрения, джахилия завершилась завоеванием Мекки и подчинением всего Аравийского полуострова мусульманам. Мухаддисы предпочитали вторую точку зрения и считали мухадрамами тех, кто до завоевания Мекки видел свой народ или другие племена, ещё не принявшими ислам.
Второй спорный вопрос заключается в том, необходимо ли человеку, который жил как в период джахилии, так и в исламский период, быть мусульманином при жизни Пророка, чтобы считаться мухадрамом. Хотя Ибн Кутайба говорил о необходимости обращения таких людей в ислам после смерти пророка Мухаммада, а Абу-ль-Фида ибн Касир при жизни Пророка, большинство авторов не упоминали никаких условий. Человек, увидевший Пророка и принявший ислам после его смерти, не считался сподвижником, потому что он не был верующим и не вёл беседу с Пророком, но считался мухадрамом, поскольку жил и в эпоху джахилии, и в исламскую эпоху.
Языковеды, литературоведы и историки придавали различное значение слову мухадрам. Лингвисты называли мухадрамами поэтов, которые провели половину своей жизни в период джахилии, половину в исламский период или которые писали произведения в оба периода, независимо от того, встречались ли они с Пророком или нет. Они приняли в качестве мухадрамов таких сподвижников, как Лабид ибн Рабиа, Каб ибн Зухайр и Хассан ибн Сабит, которые жили в оба периода. Историки, с другой стороны, считали мухадрамами тех, кто видел государства Омейядов и Аббасидов. Среди них такие поэты, как Руба ибн Аджжадж и Хаммад Аджрад, жившие в последний период государства Омейядов и первые годы государства Аббасидов.
Мухаддисы причисляли мухадрамов к старейшинам поколения табиинов. Когда Ахмад ибн Ханбаль говорил о самых добродетельных из последователей, он упомянул имена мухадрамов, таких как Алькама ибн Кайс, Масрук ибн Аджда, Абу Усман ан-Нахди и Кайс ибн Абу Хазим. В исследовании, проведённом в отношении шести авторитетных сборников хадисов (Кутуб ас-ситта), а также «аль-Муватты» имама Малика, «ас-Сунана» ад-Дарими и «аль-Муснада» Ахмада ибн Ханбаля, было установлено, что в этих произведениях содержится 4541 повествование сорока трёх передатчиков-мухадрамов. Среди тех, кто рассказал больше всего хадисов, Абу Вайль Шакик ибн Саляма, Асвад ибн Язид ан-Нахаи, Масрук ибн Аджда, Алькама ибн Кайс и Абу Усман ан-Нахди.
Те учёные-богословы, кто писал работы по методологии хадисов, такие как аль-Хаким ан-Найсабури, Ибн ас-Салях, ан-Навави, Зайнуддин аль-Ираки, Ибн Хаджар аль-Аскаляни, ас-Суюти и Шамсуддин ас-Сахави, обсуждали мухадрамов под отдельным заголовком. Также были написаны некоторые отдельные работы на эту тему. «Китаб аль-Мухадрамин» Муслима ибн аль-Хаджжаджа, включающая имена двадцати рассказчиков-мухадрамов, считается первой работой по этой теме. Книга «Тазкират ат-талиб аль-мауллям би-ман якуль иннаху мухадрам» Сибта ибн аль-Аджами, в которой приводится информация о 155 мухадрамах, является наиболее полным трудом, сохранившимся до наших дней. В работе Абдуллаха ибн Абдуррахмана ад-Данавшари (ум. 1616) под названием «аль-Байан ва-т-табйин фи зикр аль-мухадрамин» повторяются имена, упомянутые в ранее написанных книгах. Ибн Хаджар аль-Аскаляни в книге «аль-Исаб» даёт наиболее обширную информацию о мухадрамах. В третьей части книги, которая была написана для идентификации сподвижников, есть биографии примерно 1400 мужчин и женщин.

## Список мухадрамов
- Абу Вайль Шакик ибн Саляма
- Абу Муслим аль-Хавляни
- Абу Усман ан-Нахди
- Алькама ибн Кайс
- Амр ибн Маймун
- Асвад ибн Язид ан-Нахаи
- аль-Ахнаф ибн Кайс
- Кайс ибн Абу Хазим
- Масрук ибн Аджда
- Сад ибн Айяс
- Увайс аль-Карани